# Колковская республика
Колковская республика (укр. Колківська республіка) — подконтрольное Украинской повстанческой армии военно-административное образование на Волыни с центром в посёлке Колки. Образовалась на освобождённой от нацистов отрядами УПА территории Генерального округа Волынь-Подолье. Находилась под контролем УПА с марта по ноябрь 1943 года (общая численность повстанцев в этом районе превосходила 3000 человек). По данным историка Олега Ленартовича условные границы проходили по рекам Горынь и Стыр, шоссе Клевань — Ровно — Александрия и железной дороге Костополь — Сарны.

## Создание
После того, как на III конференции ОУН(б) было принято решение выступить против немецких оккупантов, отряды УПА начали нападать на немецкие опорные пункты на Волыни.
В это время практически все председатели сельских управ стали членами ОУНовского подполья, в марте месяце укомплектованные украинцами полицейские подразделения перешли на сторону УПА.
Опасаясь потерять контроль над городами и сёлами, оккупанты начали увеличивать свои гарнизоны. Так, если поначалу в гарнизоне Колков было 3 немецких военнослужащих, то к 1 апреля их стало 400.
Однако, несмотря на предпринятые меры, положение оккупационных войск было неустойчивым — гарнизоны всё равно оставались слабыми, разделёнными большими лесными массивами. Местное население их не поддерживало. Благодаря этому подразделения УПА смогли постепенно вытеснить немцев из нескольких сёл, образуя освобождённую территорию. Начиная с весны 1943 года повстанцы начали планомерно расширять зону своего контроля, продвигаясь по направлению от Сарн и Костополя на Колки и Степань. Постепенно под контролем УПА оказалось около 40 населённых пунктов между реками Стырь и Горынь, включая Рудню, Маневичи, Киверцы, Старое Село. Захваченная территория была значительно вытянута с севера на юг, её площадь составляла 2,5 тысячи квадратных километров.

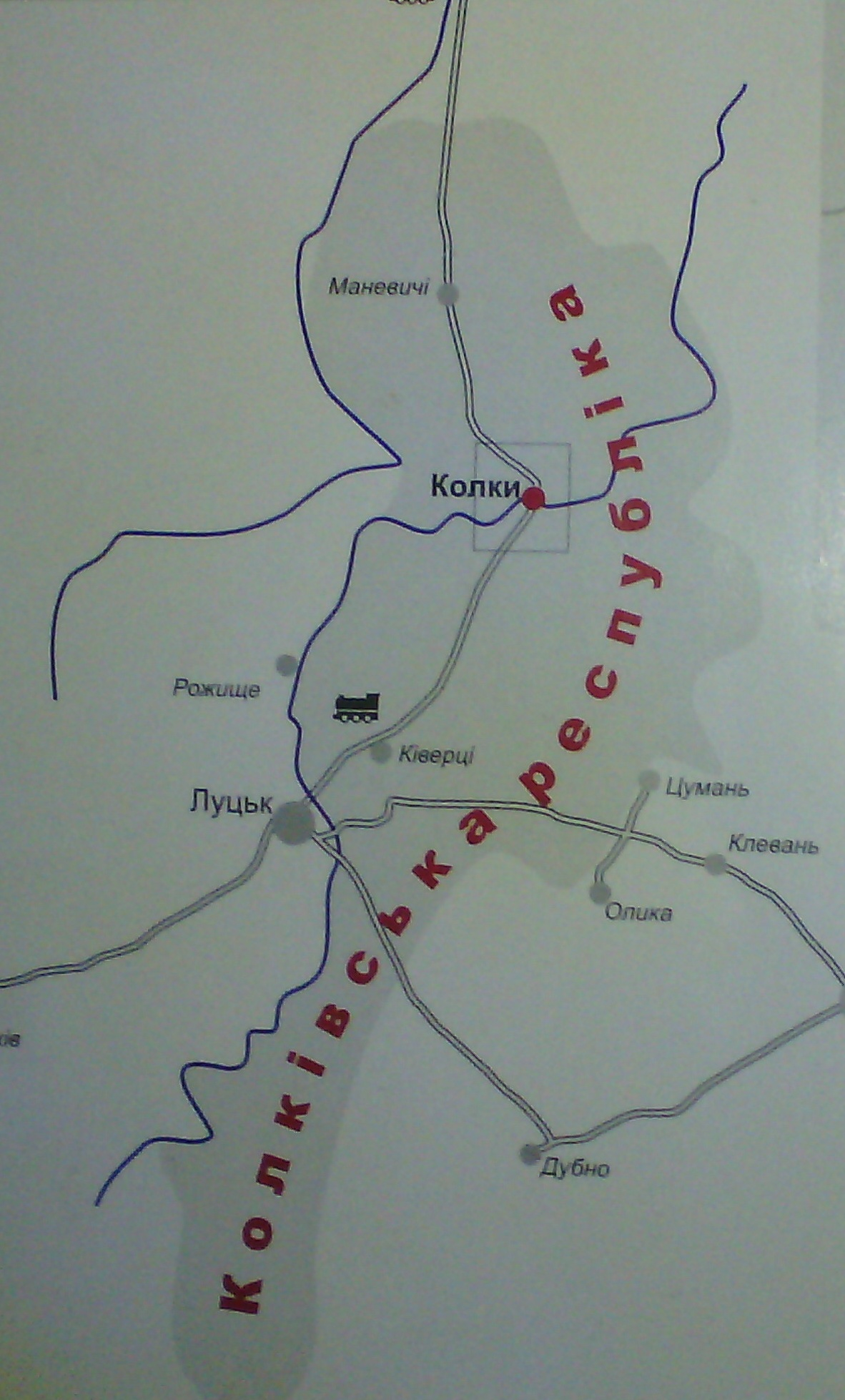
Колковская республика на карте

В июне 1943 года оккупанты двумя конвоями эвакуировали поляков и немцев из блокированного повстанцами посёлка Колки. После ухода немцев населённый пункт занял отряд УПА под командованием Николая Якимчука-«Ковтонюка» и посёлок становится важным центром украинского повстанческого движения. Приход повстанцев в посёлок сопровождался расправой над польским населением. 13 июня уповцы согнали оставшихся в Колках поляков в католическую церковь и подожгли её. Погибли около 40 человек.

## Государственное устройство
В соответствии с распоряжением Дмитрия Клячкивского на освобождённой территории была организована гражданская администрация, для чего руководством УПА в Колки были направлены командир Юго-Западной группы Юрий Стельмащук со своим штабом и представителями территориальной администрации.
В городке были организованы полицейские силы под руководством Евгения Басюка, жандармерия (её возглавил сотник «Моряк») и революционный суд (глава — Т. Регещук, заместитель — Г. Лавренчук, секретарь — А.Васюхин, член суда — И. Терешко).

### Промышленность и сельское хозяйство
На контролируемой повстанцами территории были распущены колхозы и восстановлена частная собственность на землю. Имущество немецких и польских колонистов было конфисковано и передано украинским крестьянам. На общих сборах были избраны общественные управы и земельные комиссии, которые начали распределять землю среди местных жителей. Размер надела зависел от состава семьи и качества земли. В среднем на семью выделялось от 5 до 7 гектар. При этом допускалось сохранение коллективных форм хозяйствования. В случае гибели владельца земли, надел оставался в собственности семьи на протяжении четырёх поколений.
В Колках заработали электростанции, швейные мастерские, мельница и пункты переработки молока и мяса, было организовано изготовление бумаги, мыла, воска, спирта и других предметов первой необходимости. Кроме этого, в посёлке функционировало две столовых.

### Финансы
В качестве денег использовались бофоны (сокращение от боевые фонды) — квитанции с национальной символикой, которые обменивались на наличные деньги, вещи, продукты питания, также ими можно было заплатить налоги.
Для зажиточного населения (владельцы 5 и более гектар земли) был введён обязательный натуральный налог — мука, зерно, мясо и смалец. Для бедняков налог теоретически был добровольный, однако этот принцип зачастую нарушался.

### Культура и образование
В Колках была восстановлено обязательное  среднее школьное образование. Работа школы контролировалась школьным инспектором, который, в свою очередь, был подотчётен общественно-политической референтуре. В посёлке выходила газета, журнал «К оружию» («До зброї»), юмористическое издание «Украинский перец» («Український перець»). Действовал районный клуб, проводились выступления любительского хора, оркестра и драматического кружка.

### Здравоохранение
Медицина и санитария были организованы под руководством украинского красного креста. На освобождённой территории действовали два военных госпиталя (в Колках и Куликовичах), местное население обслуживала сеть амбулаторий, санитарных пунктов и аптечных отделов.
В Куликовичах были открыты курсы подготовки медицинских сестёр.

## Военные действия и ликвидация Колковской республики
Действия украинских и советских партизан создали ситуацию, в которой немецкие оккупанты более не могли изымать продовольствие у местных жителей, работы тыловых органов оказалась под угрозой. Для того, чтобы переломить ситуацию, весной 1943 года немцы приняли решение о проведении ряда карательных акций, направленных против всех антинемецких сил Волынской и Ровенской областей.
7 июня военное соединение в составе жандармерии (10000 человек), артиллерии, 50 танков и 27 самолётов под общим руководством Эриха фон дем Бах-Зелевского начало наступление на УПА. Поначалу повстанцы ничего не могли противопоставить оккупантам, что объяснялось недостатком вооружения, плохой организацией разведки и неверием местного населения в возможность УПА защитить их от немцев. В результате немецкие войска и укомплектованная поляками полиция сожгла два десятка сёл, было убито более тысячи мирных жителей.
Для повышения боевого духа в августе 1943 года в подразделения УПА был введён институт политвоспитателей. Одновременно среди местного населения были развёрнуты курсы военной подготовки. В результате численность и боеспособность повстанцев выросла. Наряду с обороной, отряды УПА начали вести наступательные действия, также началось планомерное уничтожение польских колоний, в которых размещались собственные вооружённые формирования (например, только в Яновой Долине Костопольского района было убито 600 поляков).
Летнее наступление немецких войск, так и не приведшее к восстановлению контроля над этой частью территории Украины, было свёрнуто. В итоге, по данным Льва Шанковского (укр. Лев Шанковський), за летние месяцы с немецкой стороны потери убитыми и ранеными составили 3000 человек, со стороны УПА — 1237 человек, со стороны мирного населения — 5000 человек.
В середине октября началось второе наступление оккупационных войск на территории, контролируемые повстанцами. Его возглавил Ганс Прюцман, сменивший не справившегося с этим заданием фон дем Бах-Зелевского. В начале ноября немцы подошли к Колкам. При поддержке артиллерии и авиации (2 самолёта атаковали посёлок, ещё 2 — покидающих его партизан и местных жителей) с трёх сторон они штурмовали Колки. Посёлок был почти полностью разрушен, 800 местных жителей было убито, «Колковская республика» была ликвидирована. Также были сожжены несколько близлежащих сёл. Всего за октябрь-ноябрь немцы потеряли 1500 человек убитыми и ранеными (Гжегож Мотыка пишет, что эта цифра завышена), УПА — 414 человек.